# رو (نیومکزیکو)
رو (به انگلیسی: Rowe) یک روستا در ایالات متحده آمریکا است که در نیومکزیکو واقع شده‌است. رو ۲٬۰۷۹٫۰۷ متر بالاتر از سطح دریا واقع شده‌است.